# استن فوگرود
استن فوگرود (انگلیسی: Stan Fougeroud؛ زادهٔ ۱۹ نوامبر ۱۹۹۱) بازیکن فوتبال اهل فرانسه است.
از باشگاه‌هایی که در آن بازی کرده‌است می‌توان به باشگاه فوتبال تولوز اشاره کرد.